# リリ・デ・アルバレス
リリ・デ・アルバレス（Lili de Alvarez, 1905年5月9日 - 1998年7月8日）は、スペインの女子テニス選手。イタリア・ローマ生まれ。1920年代後半に活躍し、ウィンブルドン選手権の女子シングルスで1926年から1928年まで3年連続準優勝した選手である。1929年の全仏選手権女子ダブルスでコルネリア・ボウマン（オランダ）とペアを組んで優勝し、スペイン人の女子テニス選手として最初の4大大会優勝者となった。アルバレスは当時の女子テニス選手としては前衛的なファッションで、キュロット・スカートなどを着こなし、当時の観客や写真家たちの人気者であった。技術的にはドライブ・ボレーやハーフ・ボレーの名手であったが、ここ一番の重要な場面でミスショットが多かったという。

## 来歴
リリ・デ・アルバレスは1926年にウィンブルドン選手権の女子シングルス決勝に初進出したが、最初の時はキティ・ゴッドフリーに 2-6, 6-4, 3-6 で敗れた。1927年と1928年のウィンブルドン決勝ではヘレン・ウィルスに2年連続で敗れ、結局ウィンブルドンの女子シングルスでは3年連続準優勝に終わってしまう。ウィンブルドンで2度目の準優勝になった1927年、デ・アルバレスは全仏選手権の混合ダブルス部門でビル・チルデンとペアを組んだ準優勝があり、ジャン・ボロトラ＆マルグリット・ブロクディス（ともにフランス）組に敗れている。1929年の全仏選手権で、デ・アルバレスはオランダのコルネリア・ボウマンとペアを組み、ようやく4大大会のタイトルを獲得した。これはスペインのテニス選手が獲得した最初のグランドスラム・タイトルである。その後のアルバレスは、全仏選手権の女子シングルスで1930年・1931年と2年連続ベスト4進出があった。1930年の準決勝ではヘレン・ジェイコブス（アメリカ）、1931年の準決勝ではシリー・アウセム（ドイツ）に敗れ、彼女はとうとう女子シングルスで優勝できなかった。
その後、アルバレスはフランスのヴァルデーヌ伯爵と結婚して「ヴァルデーヌ伯爵夫人」（Comtesse de la Valdéne）になり、しばらくフランスに住んだ。しかし1939年にひとりっ子を失い、夫婦はすぐに離別してしまう。アルバレスは離婚後すぐにスペインに帰り、以後はスペインの首都マドリードで暮らした。帰国後はスペインでフェミニズムの運動に参加し、著名なジャーナリストとしても活動した。スペイン女子選手の先駆者となったリリ・デ・アルバレスは、1998年7月8日にマドリードで93歳の長寿を全うした。

## 4大大会成績
- 全仏選手権　女子ダブルス優勝：1929年、混合ダブルス準優勝：1927年
- ウィンブルドン選手権　女子シングルス準優勝：3度（1926年-1928年）